# Betty Hubendick-Fürst
Betty Wilhelmina Hubendick-Fürst, född Hubendinck 16 november 1823 i Karlskrona, död 13 mars 1902 i Lund, var en svensk silhuettklippare och målare.
Hon var dotter till handlanden Carl Georg Ludvig Hubendick och Christina Regina Brock samt halvsyster till Carl Jacob Hubendick och faster till Ludvig Hubendick. Hennes målade konst består till stor del av olika blomstermotiv och som silhuettklippare utförde hon främst porträtt. Hon var representerad i utställningen Skuggbilder, bildklipp och silhuetter som visades på Liljevalchs konsthall 1930. Hubendick-Fürst är representerad vid bland annat Blekinge museum i Karlskrona.   
Från 1849 var hon gift med förste bataljonsläkaren Carl Absalon Fürst och blev i detta gifte mor till överingenjören vid Härnösands varv Oscar Fredrik Fürst (1850–1926) och till Carl Magnus Fürst (1854–1935) samt farmor till bland andra Carl Andreas Fürst (1888–1981). 
Betty Hubendick-Fürst är begravd på Klosterkyrkogården i Lund.